# Ильдегизиды
Ильдегизиды (перс. ایلدگزیان ‎), Эльдегези́ды, Атабеки Азербайджана (اتابکان آذربایجان) — средневековая иранская династия тюркского происхождения, правившая Арраном и Азербайджаном в XII—XIII веках. Основана Шамс ад-Дином Ильдегизом (кыпчаком по происхождению). Правители из династии Ильдегизидов носили титул «Великих Атабеков Азербайджана».

## История
Обрела суверенитет после распада государства Сельджуков. Основателем династии был Шамс ад-Дин Ильдегиз (1136—1174) — кыпчак по происхождению, вольноотпущенный гулям (воин-раб) сельджукского султана. В 1137 султан Масуд наделил атабека Ильдегиза в качестве икты Арраном, и тот выехал в свою резиденцию в Барде.
В 1220 во владения Ильдегизидов вторглись монголы, а в 1225 — войска Хорезмшаха Джелаладдина, которые захватили ключевые города государства: Мераге, Тебриз и Гянджа, и государство пало.
В то время как Джелаладдин отправился в поход в Ирак, группа местных феодалов, захватив власть в Тебризе, попыталась восстановить государство Ильдегизидов. Они решили освободить из-под ареста внука атабека Узбека и привести его к власти.
Народные восстания, начавшиеся в Гяндже в 1231 году под предводительством ремесленника Бандара, были подавленны Джелаладдином. 30 человек из предводителей были казнены, Бандар разрезан на части. Освободительное движение приобрело более широкий размах распространившись на Хой, Маранду и Нахичевань.

## Династия Ильдегизиды
- Шамс ад-Дин Ильдегиз, атабек Аррана 1137—1160, атабек ал-азам Азербайджана 1160—1174
- Джахан Пахлаван Шамс ад-Дунийа ва-д-Дин Абу Джафар Мухаммад ибн Ильдениз, атабек ал-азам Азербайджана 1174—1187
- Кызыл Арслан Музаффар ад-Дунийа ва-д-Дин Усман ибн Ильдегиз, атабек ал-азам Азербайджана 1187—1191, султан Ирака 1191
- Нусрат ад-Дин Абу Бакр ибн Мухаммад, атабек ал-азам Азербайджана 1191—1211
- Музаффар ад-Дин Узбек ибн Мухаммад, амир Хамадана 1191—1211, атабек ал-азам Азербайджана 1211—1225
- Кутлуг Инанч Махмуд ибн Мухаммад, амир Рея 1191—1192
- Амир Амиран Умар ибн Мухаммад, амир Хамадана 1191—1192
- Камуш ибн Узбек, атабек ал-азам Азербайджана 1225